# Stammheim (Zwitserland)
Stammheim is een gemeente en plaats in het Zwitserse kanton Zürich, en maakt deel uit van het district Andelfingen.

## Geschiedenis
De gemeente werd op 1 januari 2019 gevormd door de fusie van de gemeenten Oberstammheim, Unterstammheim en Waltalingen.